# آرثر غريفيل كولينز
آرثر غريفيل كولينز (بالإنجليزية: Arthur Greville Collins)‏ هو مخرج أمريكي، ولد في 5 سبتمبر 1896 في لندن في المملكة المتحدة، وتوفي في 1 سبتمبر 1980.

## وصلات خارجية
- آرثر غريفيل كولينز على موقع IMDb (الإنجليزية)
- آرثر غريفيل كولينز على موقع ألو سيني (الفرنسية)
- آرثر غريفيل كولينز على موقع أول موفي (الإنجليزية)
- آرثر غريفيل كولينز على موقع قاعدة بيانات برودواي على الإنترنت (الإنجليزية)
- آرثر غريفيل كولينز على موقع قاعدة بيانات الأفلام السويدية (السويدية)
- آرثر غريفيل كولينز على موقع قاعدة بيانات الفيلم (الإنجليزية)
- آرثر غريفيل كولينز على موقع كينوبويسك (الروسية)